# Аммата
Аммата (Аммат; ванд. Ammatas , лат. Ammatus, греч. Αμματάς ; около 485 — 13 сентября 533, Карфаген) — принц вандалов, он был вторым средним сыном принца Гейлариса. Он командовал одним из трех армейских корпусов во время битвы при Дециме, в которой был убит 13 сентября 533 года.

## Биография
Аммата был в Карфагене, когда византийцы высадились на африканском побережье, цель которых — восстановить Хильдериха, предпоследнего короля вандалов и аланов, свергнутого Гелимером. Он быстро получает от последнего приказ казнить низложенного короля Хильдериха, а также его сторонников. Он также приказывает ей собрать всех вандалов, готовых к бою. Последний срочно бросается в битву при Дециме, которую он должен удержать во что бы то ни стало, чтобы заблокировать византийцев Велисария в этом узком проходе, согласно первоначальному проекту, установленному королем Гелимером. Но вместо того, чтобы идти со всеми своими людьми на место встречи, он совершает ошибку, предвосхищая марш своего армейского корпуса до того, как закончится его сосредоточение, и не участвуя в шествии лишь с несколькими людьми, потому что остальные рассредоточены и растянуты между Карфаген и Ad Decimum небольшими группами по тридцать-двадцать солдат. Это не единственная ошибка Амматы; на самом деле он прибыл около полудня в указанное место и вместо того, чтобы дождаться прохода основных сил сражения под командованием Велисария, где присутствовал его армейский корпус, напал на Иоанна Армянина за два часа до того, чтобы помешать ему взять под свой контроль этого стратегического прохода и прямой угрозы Карфагену.
Аммата во главе небольшого отряда из ста пятидесяти вандалов напал на авангард Велизария под командованием Иоанна Армянина, имевшего 600 всадников. Несмотря на свою храбрость, по словам византийского историка Прокопия, Аммата собственноручно убил в бою 12 римских солдат, но и сам получил множество ран и вскоре умер. Его людей византийцы преследовали до ворот Карфагена, что привело к большой резне.